# Улд-Чик, Билал
Билал Улд-Чик (нидерл. Bilal Ould-Chikh; род. 28 июля 1997, Розендал, Северный Брабант) — нидерландский и марокканский футболист, нападающий марокканского клуба «Раджа».

## Клубная карьера
Билал начинал свою карьеру в клубе «Розендал» из своего родного города. Прежде чем присоединиться к «Твенте», он также прошёл через системы клубов «Фейеноорд» и «Виллем II». Дебют Билала в чемпионате Нидерландов состоялся 3 мая 2014 года в последнем туре первенства, в матче против «Зволле». Во втором своём взрослом сезоне Билал начал регулярно выходить на замены в матчах «Твенте» и параллельно выступать за вторую команду.
30 июля 2015 года Улд-Чик перешёл в «Бенфику», подписав с клубом пятилетний контракт.
1 марта 2017 года «Бенфика» расторгла контракт с игроком и Улд-Чик стал свободным агентом. В июне подписал контракт с «Утрехтом» на два года.

## Карьера в сборной
В юношеские сборные Нидерландов Билал регулярно вызывался с 2012 года.

## Личная жизнь
Младший брат, Валид, выступает за немецкий «Айнтрахт» из Брауншвейга.

## Достижения
«Волендам»
- Победитель Первого дивизион Нидерландов: 2024/25[нидерл.]